# حلة (خبز)
الحلة (بالعبرية: חלה) هي خبز مضفر يهودي تقليدي. يأكلها اليهود في يوم السبت والأعياد اليهودية.

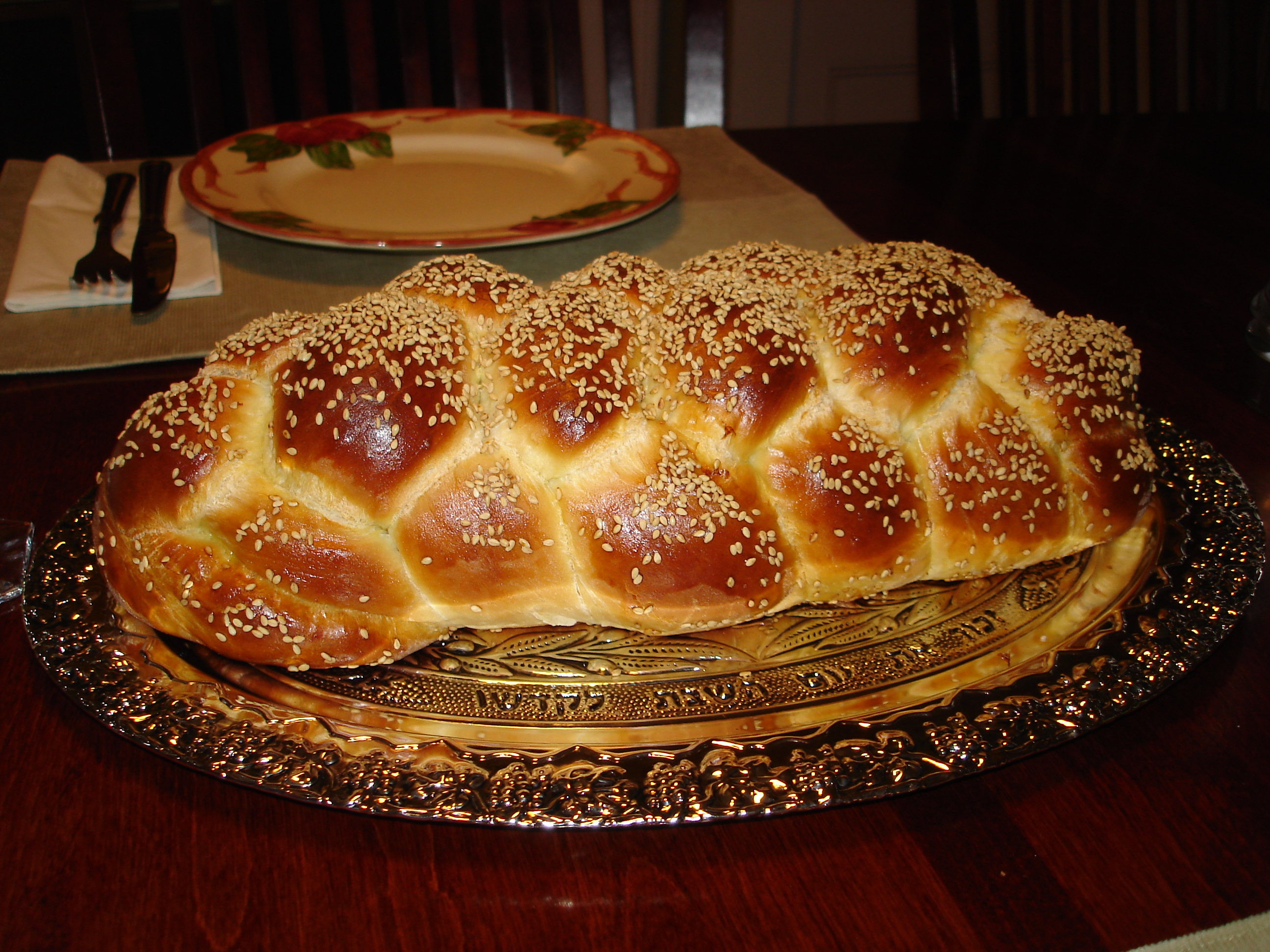
حلة مع سمسم